# Rafał Misztal
Rafał Misztal (ur. 10 kwietnia 1984 w Pruszkowie) – polski bramkarz piłkarski, który w swojej karierze występował w kilku polskich klubach, m.in. w Olimpii Warszawa, Świcie Nowy Dwór Mazowiecki, GKS Bełchatów, Hetmanie Zamość, Widzewie Łódź, Dolcanie Ząbki, KSZO Ostrowiec Świętokrzyski, Chojniczance Chojnice oraz Pogoni Siedlce. Uczestnik młodzieżowych reprezentacji Polski, były bramkarz kadr do lat 15, 16, 17 i 18.

## Kariera piłkarska

### Początki kariery
Rafał Misztal rozpoczął swoją przygodę z piłką nożną w młodym wieku. Jego ojciec, który amatorsko grał w piłkę na poziomie IV ligi, zaszczepił w nim pasję do sportu. Misztal przyznaje, że nie traktował swojej kariery piłkarskiej jako „tradycyjnej kariery”, lecz raczej jako przygodę. Jego pierwszym klubem była Przyszłość Włochy, gdzie rozpoczął treningi w wieku 9 lat. To właśnie tam stawiał pierwsze kroki w piłce nożnej, choć początkowo musiał rywalizować z chłopakami starszymi o 2 lata. Wspomina również, że wówczas nie istniał jeszcze rozwinięty system szkolenia bramkarzy, a brakowało specjalistów w tej dziedzinie.W wieku 12 lat trafił do Olimpii Warszawa, gdzie grał w latach 2000–2004. To tam został wychowany jako bramkarz, a jego talent i postawa na boisku sprawiły, że z roku na rok stawał się coraz bardziej zauważalny.

### Profesjonalna kariera klubowa
Po zakończeniu gry w drużynie juniorskiej, w 2004 roku, przeniósł się do Świtu Nowy Dwór Mazowiecki, gdzie rozpoczął swoją profesjonalną karierę. Jego debiut na poziomie seniorskiej piłki miał miejsce w sezonie 2004/2005, kiedy to rozegrał 36 spotkań w II lidze, a jego rola w zespole była kluczowa. W kolejnym sezonie (2005/06) jego występy ograniczyły się do 17 meczów, po czym przeniósł się do GKS Bełchatów wygrywając wicemistrzostwo Polski , jednak tam nie zdobył miejsca w podstawowym składzie. Po przenosinach do Bełchatowa, Misztal trafił na kilka wypożyczeń, grając w takich klubach jak Hetman Zamość, Widzew Łódź, Dolcan Ząbki, KSZO Ostrowiec Świętokrzyski oraz Chojniczanka Chojnice, gdzie spędził kilka lat, regularnie występując w pierwszej jedenastce. Jego doświadczenie na poziomie II i I ligi pomogło mu stać się solidnym i pewnym bramkarzem.
W latach 2015–2022 grał w Pogoni Siedlce, gdzie jego występy były regularne, a jego status bramkarza nr 1 w zespole nie budził wątpliwości. Po zakończeniu swojej przygody w Siedlcach, Rafał Misztal kontynuował karierę w Podlasiu Biała Podlaska, gdzie do dzisiaj pełni ważną rolę w drużynie.

### Kariera reprezentacyjna
Misztal reprezentował Polskę na poziomie młodzieżowym, będąc powoływanym do kadr U-15, U-16, U-17 i U-18. Jako bramkarz, wziął udział w 16 meczach reprezentacyjnych. W 2001 roku brał udział w Mistrzostwach Europy U-16 w Anglii, gdzie Polska zmierzyła się z Hiszpanią, której reprezentantem był m.in. Fernando Torres. Hiszpan, wówczas również młodzieżowy piłkarz, zdobył tytuł króla strzelców tego turnieju. Misztal wspomina te czasy z sentymentem, jako istotny element swojej piłkarskiej edukacji.

## Afera korupcyjna
Rafał Misztal, bramkarz Świtu Nowy Dwór Mazowiecki w latach 2004-2006, jak twierdzi był nieświadomy skali procederu korupcyjnego, który dotknął polską piłkę nożną w tym czasie. Oficjalnie był uczestnikiem 13 skorumpowanych spotkań. Jako młody zawodnik, w wieku 20 lat, nie potrafił zrozumieć wielu niewyjaśnionych sytuacji, jak np. przegranych meczów w dziwnych okolicznościach. Dopiero po wyjściu na światło dzienne afery korupcyjnej uświadomił sobie, że niektóre z tych wyników mogły być zmanipulowane.
Misztal przyznał, że po ujawnieniu skandalu poczuł się zdradzony, a cała sytuacja była bardzo bolesna. "To było krzywdzące dla 20-letniego chłopaka, który starał się rozwijać w zawodowym sporcie" – mówił. Afera korupcyjna, która dotknęła jego klub, miała negatywny wpływ na jego dalszy rozwój kariery. Mimo że nie był zamieszany w nieuczciwe praktyki, brak świadomości i zaufania do systemu piłkarskiego utrudnił mu szanse na awans do wyższej ligi.
Po latach, Misztal stwierdza, że chociaż nie mógł kontrolować tych wydarzeń, to ich konsekwencje były dla niego bolesne, a cała sytuacja wpłynęła na przebieg jego kariery.

## Afera dopingowa[7]
W 2019 roku Pogoń Siedlce stała się tematem szerokiej debaty w polskim środowisku piłkarskim, kiedy drużyna została uwikłana w aferę dopingową. Sześciu zawodników, w tym kluczowi piłkarze zespołu, zostało zdyskwalifikowanych po wykryciu stosowania niedozwolonych substancji. Choć Rafał Misztal, bramkarz drużyny, nie był bezpośrednio zamieszany w proceder i nie wykryto u niego środków dopingujących, wydarzenia te miały ogromny wpływ na jego karierę oraz na całą drużynę.
Misztal przyznaje, że afera dopingowa to jeden z epizodów w jego życiu, który chciałby jak najszybciej wymazać z pamięci. „To był bardzo trudny czas, pełen niepewności i presji, zwłaszcza jako kapitan drużyny. Musiałem stawić czoła trudnej sytuacji, w której nie tylko moje imię, ale i przyszłość drużyny była zagrożona” – mówił po latach. Choć sam nie brał udziału w stosowaniu niedozwolonych środków, jako lider drużyny, czuł ogromną odpowiedzialność za swoich kolegów z zespołu.
Według piłkarzy wszystko zaczęło się od zalecenia trenera, paradoks całej sytuacji polega na tym, że piłkarze nie przyjęli zakazanej substancji, to metoda podania substancji - przez kroplówkę - była nielegalna. Siedmiu piłkarzy Pogoni Siedlce przyjęło witaminę C, magnez oraz potas w porcji kroplówki kilkukrotnie większej, niż dopuszczona przez przepisy.Choć nie wszyscy piłkarze zdążyli przyjąć środki przed kontrolą, która przyszła niespodziewanie wcześnie, sześciu zawodników zostało ukaranych za złamanie przepisów.

## Kariera trenerska
Po zakończeniu kariery zawodniczej, Misztal postanowił spróbować swoich sił jako trener bramkarzy. Obecnie uczestniczy w kursie UEFA Golkiper B i skupia się na rozwijaniu młodych bramkarzy. W wywiadzie podkreśla, że mimo przejścia na ścieżkę trenerską, jego serce nadal bije dla piłki nożnej, a dusza piłkarza wciąż w nim drzemie. Stale dąży do doskonalenia swoich umiejętności trenerskich i chce rozwijać młodych zawodników w duchu fair play i profesjonalizmu.

## Statystyki
| Sezon   | Klub                         | Występy | Minuty | Bramki | Żółte kartki | Czerwone kartki |
| ------- | ---------------------------- | ------- | ------ | ------ | ------------ | --------------- |
| 2004/05 | Świt Nowy Dwór Mazowiecki    | 36      | 3240   | 0      | 1            | 0               |
| 2005/06 | Świt Nowy Dwór Mazowiecki    | 17      | 1530   | 0      | 0            | 0               |
| 2006/07 | GKS Bełchatów                | 2       | 180    | 0      | 0            | 0               |
| 2007/08 | Hetman Zamość                | 2       | 180    | 0      | 0            | 0               |
| 2007/08 | GKS Bełchatów                | 1       | 90     | 0      | 0            | 0               |
| 2008/09 | Dolcan Ząbki                 | 8       | 720    | 0      | 1            | 0               |
| 2009/10 | Dolcan Ząbki                 | 34      | 3060   | 0      | 2            | 0               |
| 2010/11 | Dolcan Ząbki                 | 22      | 1980   | 0      | 1            | 0               |
| 2011/12 | KSZO Ostrowiec Świętokrzyski | 15      | 1350   | 0      | 0            | 0               |
| 2011/12 | Chojniczanka Chojnice        | 9       | 810    | 0      | 0            | 0               |
| 2012/13 | Chojniczanka Chojnice        | 17      | 1530   | 0      | 0            | 0               |
| 2013/14 | Chojniczanka Chojnice        | 18      | 1620   | 0      | 0            | 0               |
| 2014/15 | Chojniczanka Chojnice        | 19      | 1710   | 0      | 1            | 0               |
| 2015/16 | Pogoń Siedlce                | 36      | 3240   | 0      | 2            | 0               |
| 2016/17 | Pogoń Siedlce                | 31      | 2790   | 0      | 3            | 0               |
| 2017/18 | Pogoń Siedlce                | 26      | 2340   | 0      | 4            | 0               |
| 2018/19 | Pogoń Siedlce                | 13      | 1170   | 0      | 1            | 0               |
| 2019/20 | Pogoń Siedlce                | 13      | 1170   | 0      | 0            | 0               |
| 2020/21 | Pogoń Siedlce                | 14      | 1260   | 0      | 1            | 0               |
| 2021/22 | Pogoń Siedlce                | 32      | 2880   | 0      | 1            | 0               |
| 2022/23 | Podlasie Biała Podlaska      | 32      | 2880   | 0      | 0            | 0               |
| 2023/24 | Podlasie Biała Podlaska      | 28      | 2520   | 0      | 0            | 0               |
| 2024/25 | Podlasie Biała Podlaska      | 2       | 180    | 0      | 0            | 0               |